# De legende van de Vliegende Hollander
De legende van de Vliegende Hollander is een stripalbum uit 1948, bedoeld als reclame voor de Koninklijke Luchtvaart Maatschappij (KLM). Het is geschreven is door Hans Kosman en geïllustreerd door Piet van der Maaden. Piet van der Maaden illustreerde ook enkele affiches en ander promotiemateriaal van de KLM.

## Thema
Het album verbeeldt en verwoordt het verband tussen de legende van het spookschip De Vliegende Hollander en de vliegtuigen van de KLM, die in de jaren 50 het opschrift 'De vliegende Hollander' of 'The flying Dutchman' zouden gaan dragen.